# Marinoni (famiglia)
I Marinoni sono stati un'importante famiglia bergamasca di pittori che fondò tra la seconda metà del 1400 e la fine del 1500 una delle botteghe artistiche, che se non considerate tra le migliori, fu sicuramente tra le più attive nella zona di Bergamo e nelle sue valli.

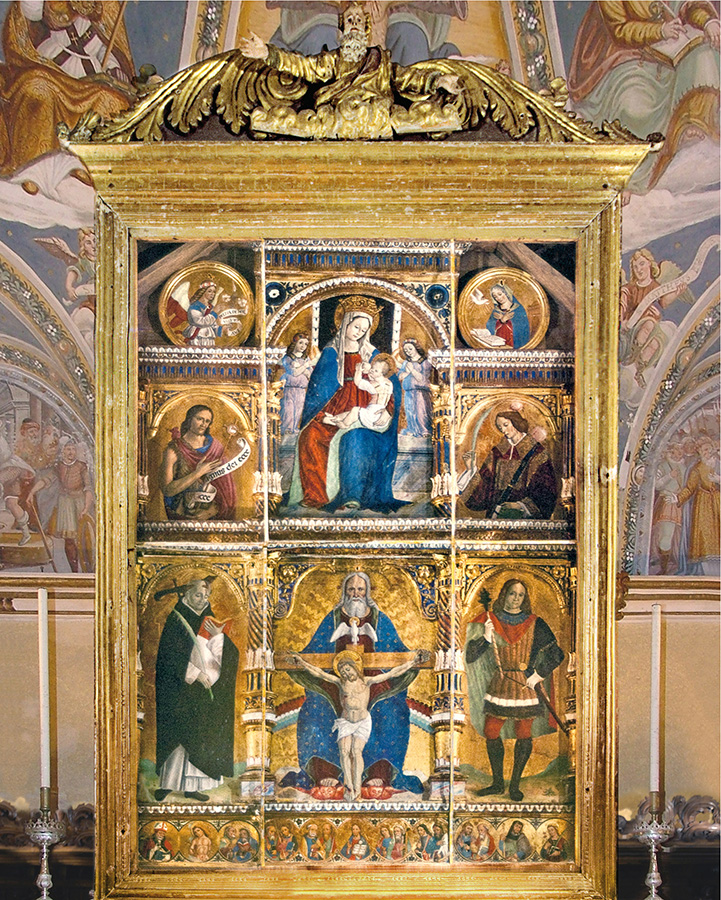
Polittico Marinoni-Santuario della Santissima Trinità-opera di Giovanni Marinoni

- La dinastia della bottega Marinoni 
  - Zanin de Marinonibus
  - Antonii de Desentiano
  - Giovanni Marinoni (doc. 1440/1508 circa)
  - Bernardino Marinoni (doc.1580/1533 circa)
  - Antonio Marinoni (doc. 1474/1541 circa)
- La bottega di Antonio Marinoni
  - Ambrogio e Francesco (doc.1515/1550 circa)

## Storia

### Le origini
I Marinoni per quattro generazioni svolsero la propria attività artistica in tutta la provincia bergamasca, a partire dalla seconda metà del XV secolo fino alla fine del XVI. 
Di Antonio, figlio di un tal Zani, si sa solo che faceva il pittore; è conosciuto il fatto che fu arrestato nel 1458 a Treviglio per il furto di un cavallo e che nella seconda metà del XV secolo ebbe un figlio di nome Giovanni, che come lui fece il pittore.

## Personaggi

### Giovanni
Giovanni nacque nella seconda metà del XV secolo, presumibilmente nel 1455 a Desenzano al Serio, frazione di Albino in provincia di Bergamo; certa la data della sua morte, il 6 aprile 1512. Forse collaboratore di Maffiolo da Cazzano, ma probabile conoscitore della pittura milanese di Vincenzo Foppa e Bernardino Butinone e forse in contatto con miniatori come Iacopo da Balsemo. Di certo si sa che il 27 luglio 1473 stipulò un contratto per la commissione di un affresco nell'abside della chiesa di Giacomo il Maggiore a Somendenna frazione di Zogno. La pittura andò perduta nel XVII secolo, anche l'immagine della Madonna Addolorata, staccata nel 1745 da una parete, venne poi persa..
Dall'atto di commissione si desume che l'affresco prevedeva la raffigurazione di Dio Padre con gli Evangelisti, vari Santi e una Pietà, il compenso fu stabilito in 18 ducati d'oro.
Due sono le opere certe di Giovanni Marinoni: il Polittico del Giovanni Battista del 1493, ora nel museo fondazione Bagatti Valsecchi, e il ciclo di affreschi sulla vita di San Bartolomeo e il polittico nella chiesa di san Bartolomeo ad Albino del 1492. Dei primi anni del '500 il polittico di san Pietro con centrale la statua del santo lavoro di Pietro Bussolo.

Rimangono alcuni affreschi ad Albino nella chiesa Santa Maria della Neve del 1496, a Nembro nella chiesa dell'Addolorata e a Casnigo nel Santuario della Trinità nel 1511, vari dipinti su tavola in varie località bergamasche.

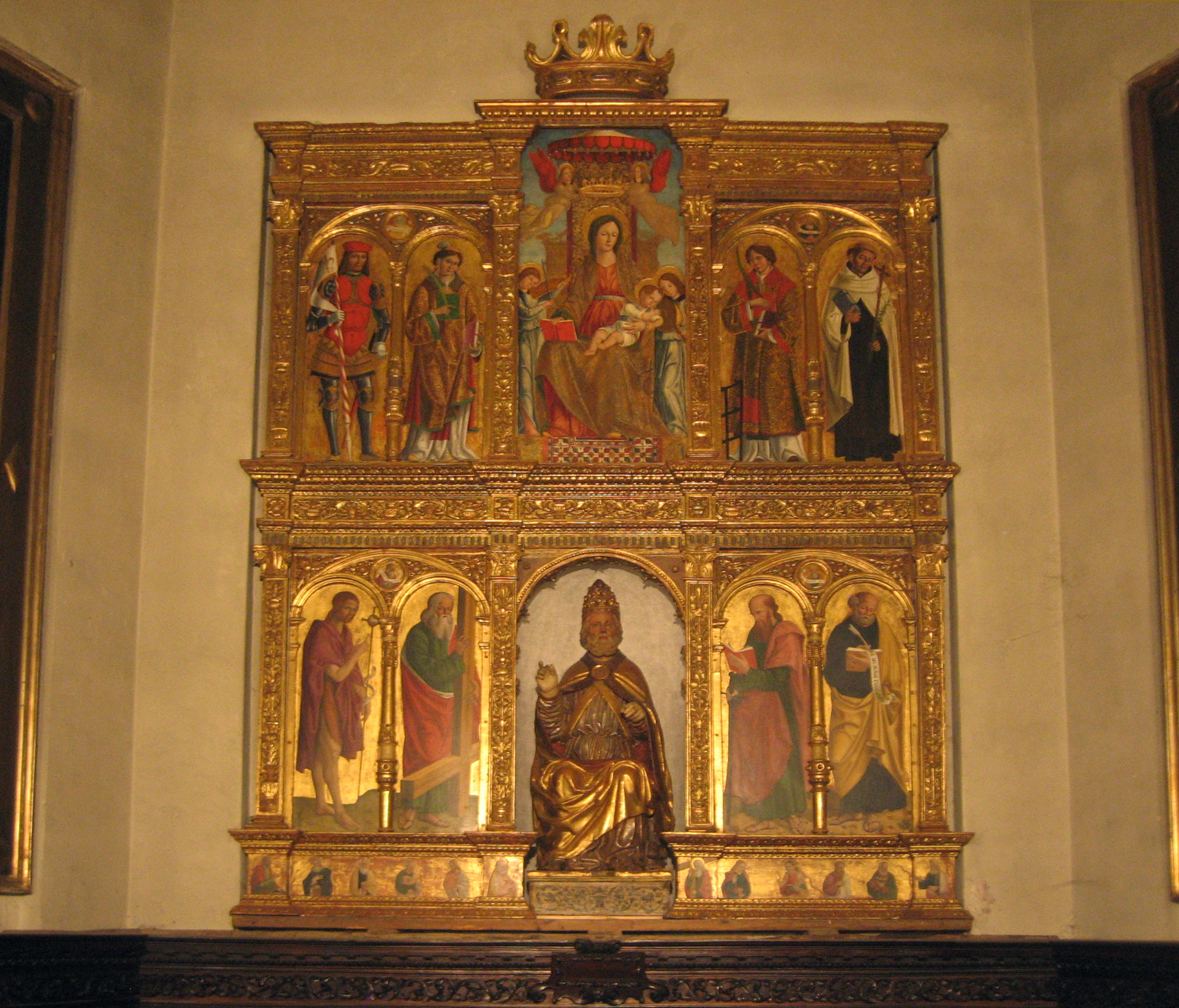
ancona di San Pietro
Polittico di San Pietro chiesa di San Pietro in Desenzano al Serio

Di lui parla un'iscrizione, ora non più leggibile, riportata dall'erudito Giuseppe Gerolamo Mozzi nelle Antichità bergamasche , manoscritto ora conservato nella Biblioteca Civica di Bergamo, narrando di un pittore di Desenzano.

### Antonio e Bernardo
Giovanni ebbe almeno tre figli, Antonio (1470-1545 circa), Bernardo e Pietro. Del primo si sa per certo che collaborò con il padre alla creazione del polittico della chiesa della Trinità a Casnigo diventando il capobottega dopo la morte del padre, sua è la Pala di Ognissanti e il polittico di san Giovanni Battista della chiesa di San Giacomo a Gromo.
Il secondo figlio, Bernardo, nel 1493 lavorava con il fratello e il padre al Polittico del Battista di Milano, non si esclude che potesse essere prevalentemente scultore, e autore della parte lignea del Polittico Bagatti-Valsecchi. Difficile è individuare le singole opere dei due figli. 

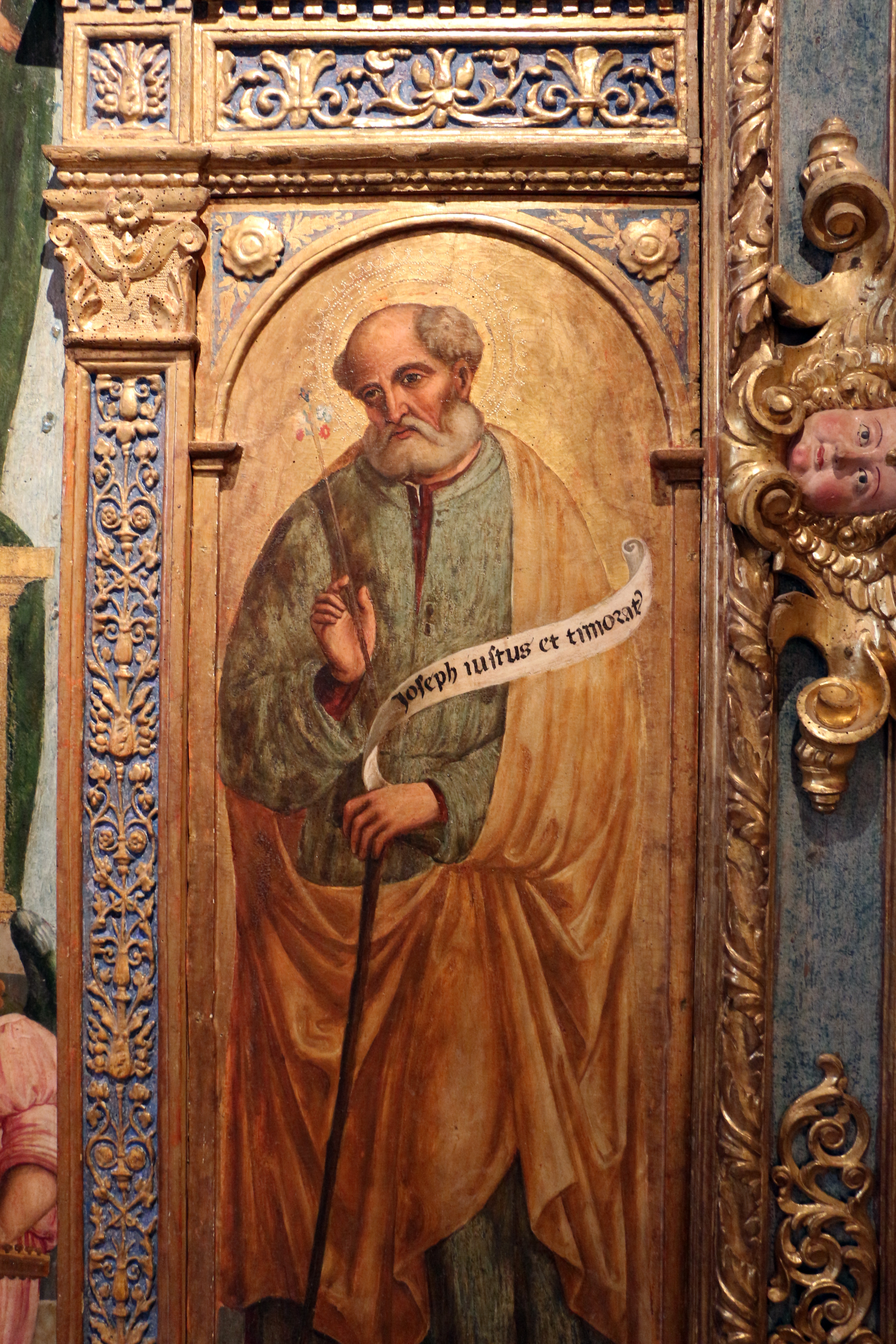
Antonio o Bernardo Marinoni
Madonna in trono col bambino, angeli, santi
1520-25 circa, Parrocchiale di San Nicolò- Zanica (BG)
,

Bernardo ebbe un figlio Ambrogio nel 1549 che continuò a lavorare nella bottega dei Marinoni. Sicuramente lavoraro entrambi nella realizzazione degli affreschi dell'Abbazia di Pontida.
Insieme lavorarono al polittico per la San Bartolomeo a Boario di Gromo, «unam anchonam in qua erat sculpta Imago Sancti Bartholomei et aliorum Sanctorum adorata». Polittico che venne consegnato nel 1551 dalla vedova di quest'ultimo Giulia Pedruzzi, come dichiarato dalla medesima nel 1553. Il polittico iniziato da Antonio, proseguito da Ambrogio dopo la morte del padre, e mai terminato, perché anche lui risulta che nel 1551 fosse già morto, tanto che nel 1563 dato il mancato pagamento del saldo dell'opera, la vedova incaricò due pittori per la sua ultimazione Nicola Boneri, sostituito da Giovan Antonio Agnelli, e Giovan Battista Moroni.

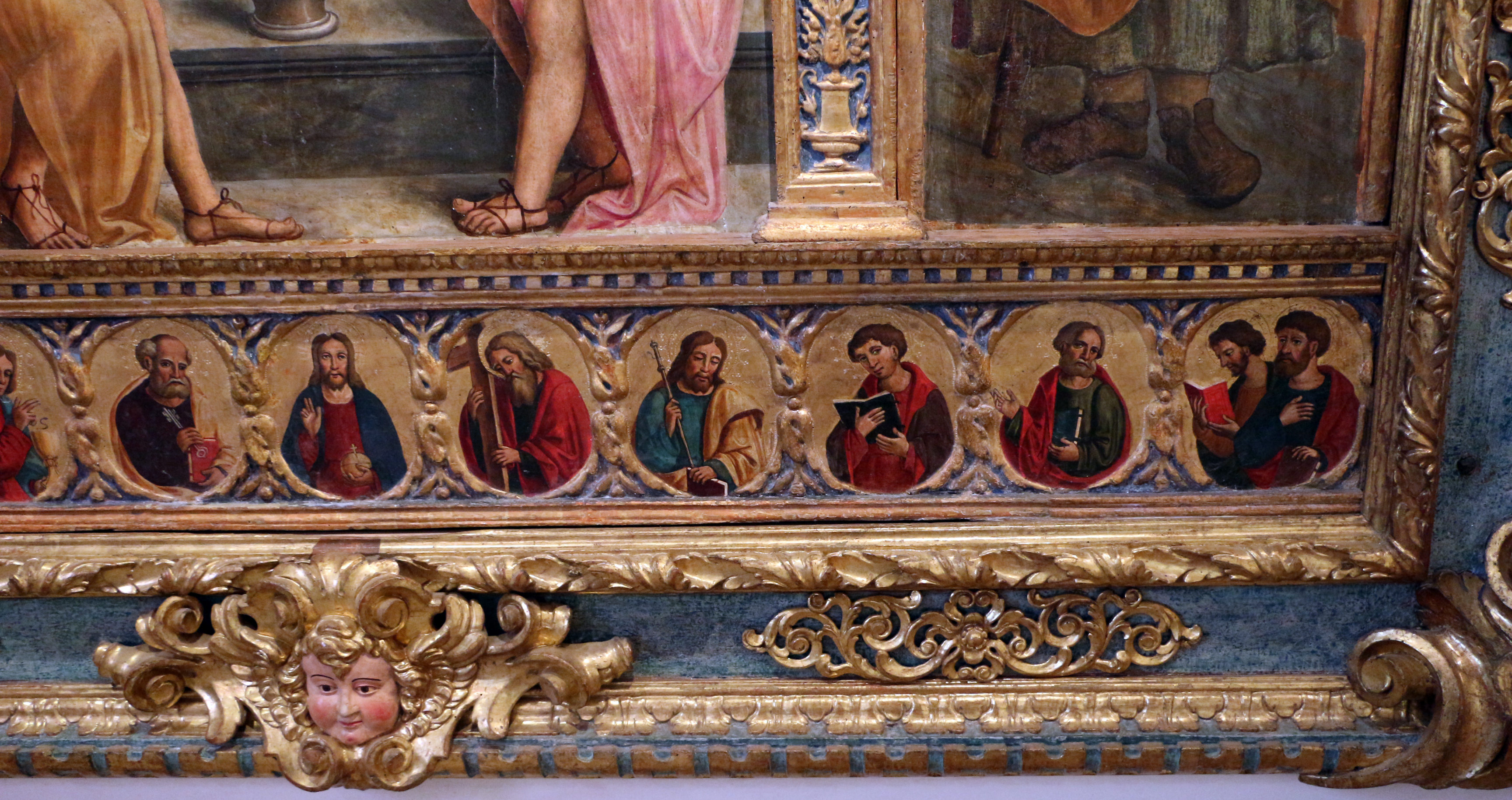
Antonio o Bernardo Marinoni
Madonna in trono col bambino, angeli, santi
1520-25 circa, cornice esterna di camillo d'adda e altri 04 apostoli, Parrocchiale di San Nicolò- Zanica (BG)

Del terzo figlio, Pietro, si conosce molto poco, se non esser lui il testimone della morte del padre nel 1512.
La bottega dei Marinoni produsse tantissime opere, alternandone la qualità, notevole la Trasfigurazione nella chiesa di San Salvatore a Nembro e in San Martino ad Alzano Lombardo, di pregio la pala di Ognissanti nella chiesa dei Santi Giacomo e Vincenzo a Gromo e il polittico di San Rocco nell'oratorio di Gazzaniga, il Crocifisso con gli Angeli nella chiesa della Vergine Annunciata ad Ascensione presso Costa Serina oltre a figure sparse di Santi come quelle di Rocco e Bernardino da Siena, le pitture sul polittico della chiesa di Santa Maria Assunta di Valgoglio opera della bottega del Bussolo, gli affreschi nella chiesa dell'Vergine della nascita a Desenzano al Serio. Altre opere di valore inferiore, contrassegnate da un linguaggio alquanto impersonale e abitudinario, caratterizzato da evidenti accenti dialettali.

### Ambrogio e Francesco
Dei figli di Antonio, due proseguirono l'attività di famiglia, anche se l'arrivo nei primi anni del XVI secolo del rinascimento veneto aveva trasformato l'arte bergamasca, e la bottega dei Marinoni non era riuscita a maturare l'arte con le nuove tendenze. Dei due fratelli rimane la realizzazione del polittico di San Sebastiano della chiesa omonima di Nembro.
Dopo la metà del XVI secolo non rimasero che i figli minorenni di Ambrogio Marinoni e si conclusero così le sorti della bottega di pittori più attiva della bergamasca. La bottega terminò la sua attività nel 1575.